# Element Lad
Element Lad, il cui vero nome è Jan Arrah, è un personaggio dei fumetti pubblicati da DC Comics. Membro della Legione dei Super-Eroi dell'Universo DC del XXX e XXXI secolo. Nativo del pianeta Trom, ha il potere di tramutare gli elementi chimici.

## Biografia del personaggio

### Pre-Ora Zero
Element Lad comparve per la prima volta in Adventure Comics vol. 1 n. 307 (1963). In questa storia fu brevemente noto come "Mystery Lad" in quanto i Legionari tentavano di indovinare quali fossero i suoi poteri. Jan è l'unico sopravvissuto di Trom; tutti i Trommiti condividevano i poteri di Jan, e furono massacrati dal pirata spaziale Roxxas dopo essersi rifiutati di tramutare per lui degli elementi di valore. Jan sopravvisse al genocidio solo perché in quel momento si trovava nello spazio.
Con l'aiuto della Legione, Roxxas fu consegnato alla giustizia e Jan si unì alla squadra, utilizzando il nome in codice di Element Lad. Fu un membro della Legione per molti anni, fungendo talvolta da leader e da vice. Ebbe poi una relazione romantica con Shvaughn Erin, collegamento presso la Polizia Scientifica per la Legione, che comparve per la prima volta in Superboy and the Legion of Super-Heroes n. 241 (luglio 1978).

### "Cinque Anni Dopo"
Nel novembre 1989 la continuità della Legione fece un salto avanti nel tempo di cinque anni; durante questa "Five Year Gap" dopo le Guerre della Magia, la Terra cadde sotto il controllo occulto dei Dominatori, e si allontanò dai Pianeti Uniti. In una storia scritta da Tom e Mary Bierbaum, si scoprì in Legion of Super-Heroes vol. 4 n. 31 (luglio 1992) che Shvaughn nacque come maschio sotto il nome di Sean, e che si somministrò una droga futuristica per il cambio di sesso chiamato ProFem al fine di assicurarsi l'amore di Element Lad. Con l'indisponibilità di avere altro ProFem durante duri tempi economici, Shvaughn ritornò ad essere Sean; Jan era imperturbato, e gli disse "Senti, non importa. Non capisci...? Qualunque cosa abbiamo condiviso fisicamente... è successo nonostante il ProFem, e non a causa sua...!".
Nello stesso periodo, i "Batch SW6" altamente qualificati dei Dominatori fuggirono dalla prigione. Originariamente, i Batch SW6 erano un gruppo di cloni adolescenti dei Legionari, creati da campioni apparentemente ottenuti appena prima della morte di Ferro Lad per mano del Mangiatore di Soli. Successivamente, si scoprì che erano duplicati di un paradosso temporale. Dopo che la Terra venne distrutta in un disastro ricordante quello di Krypton avvenuto oltre un millennio prima, poche dozzine di città sopravvissute e i loro abitanti ricostruirono il loro mondo come Nuova Terra. I Legionari SW6 rimasero con loro e la loro versione di Element Lad assunse il nome in codice di Alchemist.

### Post-Ora Zero
Dopo Legion of Super-Heroes vol. 4 n. 61 (settembre 1994), la DC Comics riaggiornò la continuità della Legione come parte della storia del crossover a livello aziendale noto come Ora Zero. Nella continuità post-Ora Zero, Jan è sempre l'ultimo sopravvissuto di Trom, tuttavia i Trommiti furono uccisi tutti dalla vista calorifica dei terroristi del White Triangle Daxamita che eliminarono Trom dallo spazio. Dopo un breve periodo in cui il traumatico Jan divenne il criminale Starfinger, dietro lavaggio del cervello, questa versione di Element Lad fece parte della Legione per qualche tempo. La storia precedente di Jan con Shvaughn Erin in questa continuità fu cancellata.
Dopo un incontro con lo stregone Mordru i poteri di Jan mutarono tanto da permettergli di mutare lui stesso; infatti fu visto poi in forme di materia o cristallo, esplorando la natura del suo sé fisico.
Nella serie limitata Legion Lost (2000-2001) fu mostrato che gli eventi di "Widening Rifts" causarono lo smarrimento di Element Lad nello spazio per miliardi di anni, cosa che alterò la sua prospettiva fino al limite dell'insanità mentale e il supereroe divenne così il potente criminale Progenitor. Alla fine di questa storia fu ucciso da Live Wire (Garth Ranzz, il Legionario noto prima di Ora Zero come Lightning Lad), che riuscendo nel tentativo perse la vita. Tuttavia, Garth ricomparve poi sotto altra forma. Kid Quantum prese alcuni resti di cristalli dal luogo di distruzione di Progenitor e li portò su Shanghalla, il luogo di riposo degli eroi. Venne fuori che l'essenza di Garth era sopravvissuta in quei cristalli; il corpo di Jan ricrebbe, ma con la coscienza di Garth. Questo Garth reincarnato in un corpo cristallino era così in grado di utilizzare sia i poteri di Element Lad che di Lightning Lad, ma la sua relazione con gli altri Legionari (incluso l'amore di Garth, Saturn Girl) fu tesa a causa della forte somiglianza con Progenitor. Prima della risoluzione di questa trama, la continuità della Legione fu aggiornata una terza volta nel 2004.
Nella miniserie Crisi finale: La Legione dei 3 mondi (2008-2009), la Legione post-Ora Zero fu portata alla linea temporale della Legione pre-Crisi, perché aiutasse a sconfiggere Superboy-Prime e la Legione dei Supercriminali. Durante questo periodo, il Brainiac 5 pre-Crisi utilizzò un'asta caricata elettricamente per incrementare l'abilità di trasmutazione del corpo di Element Lad, permettendo a Garth di mutare il suo stesso corpo in uno compatibile per lui.

### Terza versione
Nella riprogettazione di Waid/Kitson di Element Lad, egli è l'unico sopravvissuto di un pianeta lontano. La cui versione più recente ha bisogno di toccare gli oggetti per tramutarli, e ogni cosa da lui tramutata riprende la sua forma chimica originale nel giro di pochi minuti; sono entrambe limitazioni che lui non ha mai avuto (tutte le versioni precedenti di Element Lad erano in grado di tramutare la materia permanentemente e da grandi distanze).
Trovò scontri fisici barbarici e sentimenti romantici nei confronti di Triplicate Girl.
Anche questo Element Lad e la Legione corrispondente comparvero in Crisi finale: la Legione dei 3 mondi. Fu lui infatti che trasformò il pavimento intorno a Superboy-Prime in kryptonite, causandogli sofferenza. Superboy-Prime rispose all'offesa lanciando una roccia di kryptonite verso il corpo di Element Lad, uccidendolo.

### Post-Crisi infinita
Gli eventi della miniserie Crisi infinita sembrarono aver ricostituito una Legione analoga a quella presente nella continuità pre-Crisi sulle Terre infinite, come visto nella storia "The Lightning Saga" in Justice League of America e Justice Society of America, e nella storia "Superman e la Legione dei Super-Eroi" presente in Action Comics. Questa versione di Element Lad è presente in un gruppo di Legionari mancanti.
Element Lad comparve in Adventure Comics (vol. 2) n. 1, dove fu rivelato che egli è uno dei Legionari stazionati nel XXI secolo. Il suo alter ego è Mr. Janson, insegnante di chimica al lice di Smallville. Come rivelato in Adventure Comics (vol. 2) n. 8, Element Lad fa parte di una squadra segreta inviata nel XXI secolo da R. J. Brande per salvare il futuro come visto in Last Stand of New Krypton.

## Altri media
- Element Lad compare in un cameo nella serie animata Legion of Super-Heroes (2006-2008).